# هنري أم. ماثيوز

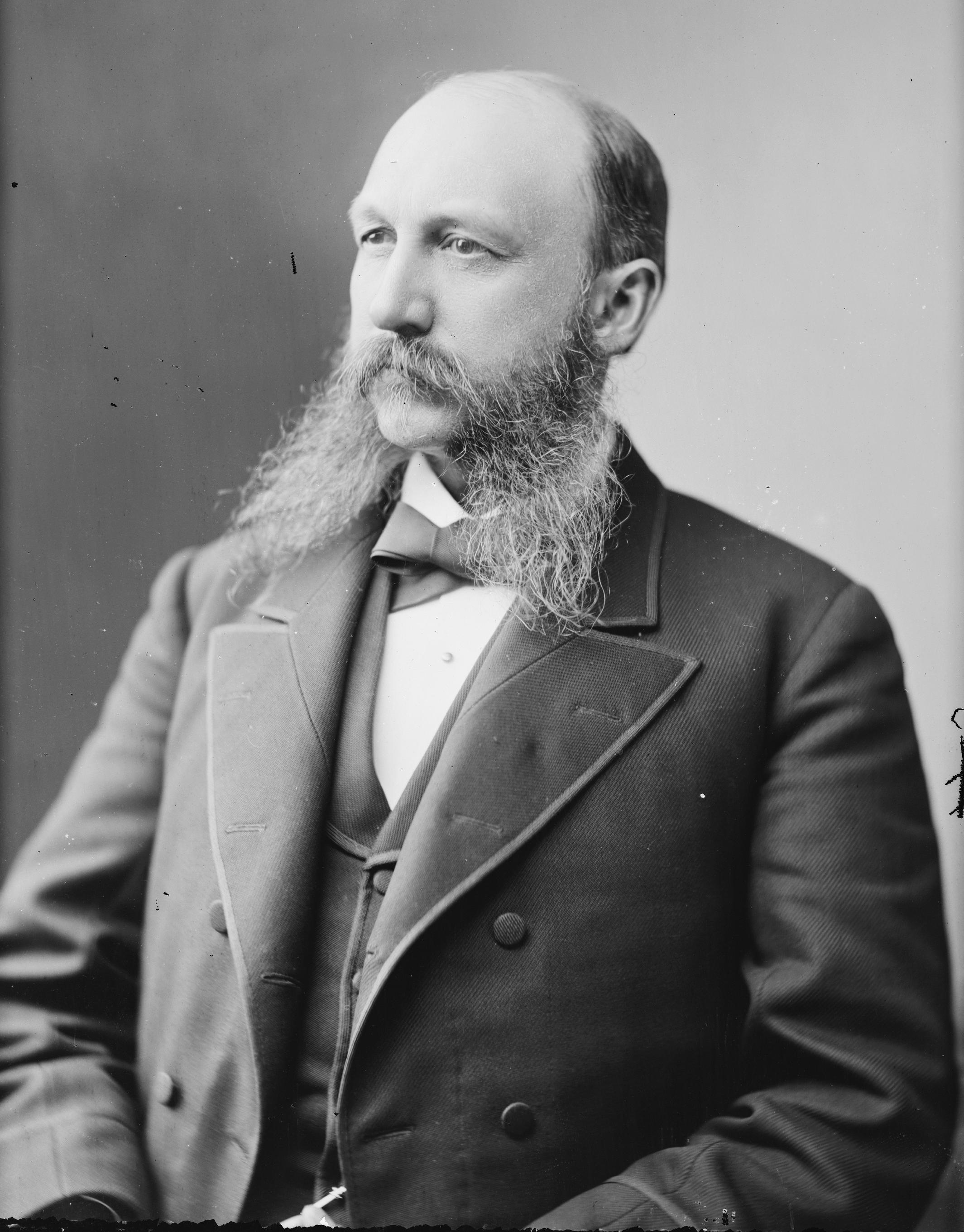
هنري ماسون ماثيوز

هنري ماسون ماثيوز (بالإنجليزية: Henry Mason Mathews) من مواليد 29 أذار - مارس من سنة 1834 في مقاطعة غرينبرير بولاية فرجينيا الغربية وهو سياسي أمريكي ينتمي إلى الحزب الديمقراطي شغل ماثيوز منصب مدعي عام ولاية فرجينيا الغربية مابين عامي 1873 إلى عام 1877 . كما شغل ماثيوز منصب حاكم ولاية فرجينيا الغربية من عام 1877 إلى عام 1881 توفي هنري ماسون ماثيوز في 28 نيسان - ابريل من سنة 1884 في مدينة لويسبرغ بولاية فرجينيا الغربية.